# Plesiophantes
Plesiophantes là một chi nhện trong họ Linyphiidae.